# Honzrath
Honzrath is een plaats in de Duitse gemeente Beckingen, deelstaat Saarland. Het was tot eind 1973 een zelfstandige gemeente.

## Bezienswaardigheden
- Buchela Brunnen : een fontein die de herinnering levendig houdt aan de beroemde waarzegster Buchela die actief was in Bonn, maar in Honzrath was geboren.
- Honrather Felsenkeller: Met de hand uit de zandsteenhellingen uitgegraven voorraadkelders uit de eerste helft van de 19e eeuw. Zij werden in de Tweede wereldoorlog als schuilkelders gebruikt.

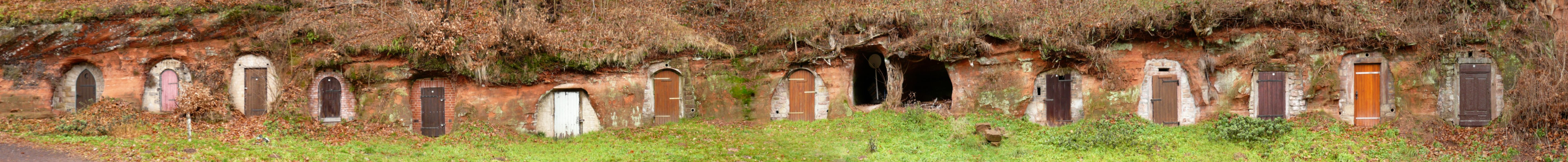
Honzrather Felsenkeller

- Sint-Katharinakapel in het dorpscentrum, reeds vermeld in 1569

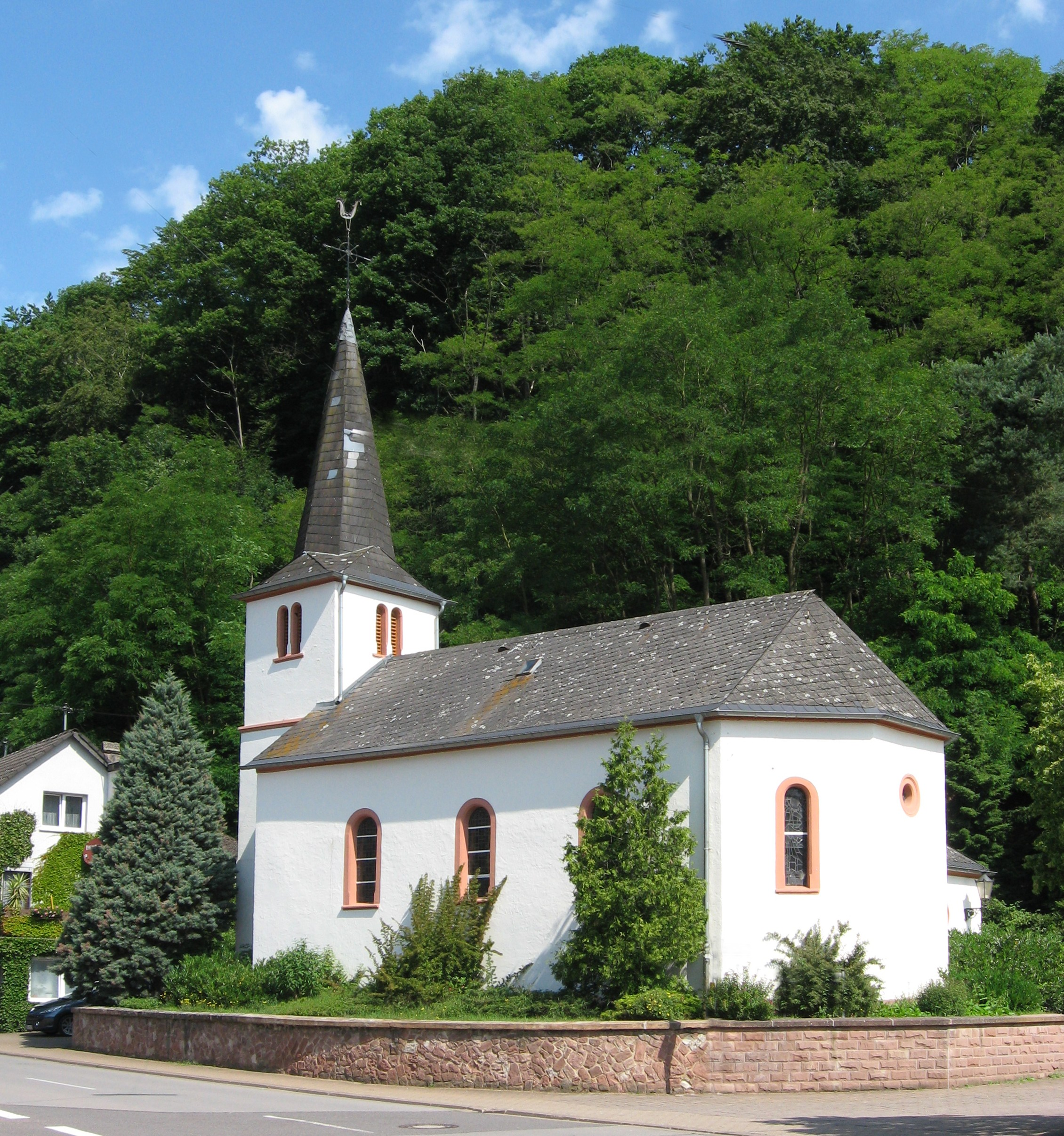
Sint-Katharinakapel

- Natuurreservaat Wolferskopf, bekend voor de orchideeën.